# Valérate de bétaméthasone
 (mai 2021).
Le valérate de bétaméthasone est un ester glucocorticoïde synthétique. C'est l'ester 17-valérate de la bétaméthasone,. Le valérate de bétaméthasone est souvent utilisé pour traiter l'eczéma léger avec une bonne efficacité et une incidence plus faible d'effets indésirables induits par les stéroïdes en raison de sa plus faible puissance par rapport aux autres glucocorticoïdes. Le bétaméthasone-17-valérate est disponible sous forme de crème, de pommade, de lotion et de mousse à usage topique ,,.